# Lois Jackman
Lois Jackman (verheiratete Lax; * 4. Dezember 1937) ist eine ehemalige australische Diskuswerferin.
1956 kam sie bei den Olympischen Spielen in Melbourne auf den 13. Platz. 1958 wurde sie Sechste bei den British Empire and Commonwealth Games in Cardiff.
1956 und 1958 wurde sie Australische Meisterin. Ihre persönliche Bestleistung von 46,01 m stellte sie 1961 auf.
Nach ihrer Heirat trat sie für Nauru bei den Südpazifikspielen an. 1966 in Nouméa siegte sie im Diskuswurf und gewann Silber über 80 m Hürden. 1969 in Port Moresby verteidigte sie ihren Titel im Diskuswurf.